# Rhinolophus belligerator
Rhinolophus belligerator är en fladdermus i familjen hästskonäsor som förekommer på Sulawesi.
Arten var fram till 2011 endast känd från en enda individ som fångades 1987 på centrala Sulawesi i en grotta. Sedan hittades flera exemplar på sydvästra Sulawesi som troligtvis tillhör arten. Den liknar Rhinolophus arcuatus och Rhinolophus proconsulis men den hade några avvikande anatomiska detaljer. Jämförd med Rhinolophus proconsulis är den centrala delen av näsbihanget (sella) bredare och mer oval. Även i kraniets konstruktion finns avvikelser.
Individerna som räknas till Rhinolophus belligerator har en kroppslängd (huvud och bål) av 52 till 61 mm, en svanslängd av 15 till 21 mm, en underarmslängd av 47 till 52 mm och en vikt av 10 till 12,5 g. Holotypen fångades i en grotta och de andra exemplaren i skogar i låglandet.
Liksom andra hästskonäsor hotas Rhinolophus belligerator av skogsröjningar och störningar vid viloplatsen. Dessutom pågår ett inbördeskrig i regionen. IUCN listar arten som starkt hotad (EN).